# Alucitoidea
Alucitoidea är en överfamilj av fjärilar. Alucitoidea ingår i ordningen fjärilar, klassen egentliga insekter, fylumet leddjur och riket djur. Enligt Catalogue of Life omfattar överfamiljen Alucitoidea 192 arter. 
Kladogram enligt Catalogue of Life:
| Alucitoidea | \| \| Mångfliksmott, (Alucitidae) \| \| \| \| \| \| Tineodidae \| \| \| \| |
|             | \| \| Mångfliksmott, (Alucitidae) \| \| \| \| \| \| Tineodidae \| \| \| \| |
|             | Mångfliksmott, (Alucitidae)                                                |
|             |                                                                            |
|             | Tineodidae                                                                 |
|             |                                                                            |